# Centropogon ewanii
Centropogon ewanii är en klockväxtart som beskrevs av Franz Elfried Wimmer. Centropogon ewanii ingår i släktet Centropogon och familjen klockväxter. Inga underarter finns listade i Catalogue of Life.